# Octopoteuthis deletron
Az Octopoteuthis deletron a fejlábúak (Cephalopoda) osztályának a kalmárok (Teuthida) rendjébe, ezen belül az Octopoteuthidae családjába tartozó faj.

## Előfordulása
Az Octopoteuthis deletron előfordulási területe a Csendes-óceánban van. A nyílt vizek lakója, mely 400-800 méteres mélységek között él.

## Megjelenése
Ez a mélytengeri kalmár nagyjából 24 centiméteresre nő meg. Amikor rátámadnak a kampós karjaiból az egyiket feláldozza, és tintafelhőt kibocsátva elmenekül. A kalmárokon belül eme faj hímjének az ivarszerve igen különleges; olyan módon, hogy a mély tenger sötétjében sohasem tudja milyen nemű fajtársra bukkan, így az ondócsomagját akármilyen nemű példányra rátudja ragasztani. Persze a kapcsolat, csak sikeres ha egy nőstény kapja meg a csomagot.

## Életmódja
Viselkedéséről szinte semmit sem tudunk, mivel legtöbbször a tenger mélyén tartózkodik. Valószínűleg kisebb halakkal és rákokkal táplálkozik. Azonban az Octopoteuthis deletront Kaliforniában megtalálták felboncolt északi elefántfókák (Mirounga angustirostris) gyomrában. Az Albatrossia pectoralis nevű hosszúfarkú halnak (Macrouridae) az egyik fő zsákmánya. A Perrin-csőröscet (Mesoplodon perrini) tápláléka is lehet.

### Fordítás
- Ez a szócikk részben vagy egészben  az   Octopoteuthis deletron című angol Wikipédia-szócikk ezen változatának fordításán alapul.  Az eredeti cikk szerkesztőit annak laptörténete sorolja fel. Ez a jelzés csupán a megfogalmazás eredetét és a szerzői jogokat jelzi, nem szolgál a cikkben szereplő információk forrásmegjelöléseként.